# Station Saint-Denis-de-Pile
Station Saint-Denis-de-Pile is een spoorweghalte in de Franse gemeente Saint-Denis-de-Pile.